# Christian Corrêa Dionisio
Christian Corrêa Dionisio (* 23. duben 1975) je bývalý brazilský fotbalista.

## Reprezentace
Christian odehrál 11 reprezentačních utkání. S brazilskou reprezentací se zúčastnil Copa América 1999, Konfederační pohár FIFA 1999.

## Statistiky
| Brazílie | Brazílie | Brazílie |
| Roky     | Záp.     | Góly     |
| -------- | -------- | -------- |
| 1997     | 2        | 0        |
| 1998     | 2        | 0        |
| 1999     | 6        | 0        |
| 2000     | 0        | 0        |
| 2001     | 1        | 0        |
| Celkem   | 11       | 0        |